# Peter Pahlberg
Peter Eberhard Pahlberg (* 14. Februar 1940 in Heydebreck O.S., Oberschlesien, Deutschland) ist ein deutscher Schriftsteller.

## Leben
Pahlberg wuchs während und nach dem Zweiten Weltkrieg als Sohn einer verwitweten Klavierlehrerin in Heydebreck/Kandrzin/Kedzierzyn, Oberschlesien in der Wojewodschaft Oppeln/Opole auf. Nach dem Besuch der polnischsprachigen Volksschule und des Gymnasiums übersiedelte er mit der Mutter 1956 nach Frankfurt am Main, wo er bis 1962 Elektrotechnik studierte. Anschließend studierte er an der TU Darmstadt Informatik und Psychologie. Danach arbeitete er als Ingenieur über 30 Jahre in leitenden Positionen in verschiedenen Unternehmen der Informationstechnologie. Unter anderem war er Mitbegründer der Software AG. Nach dem Ende des Kalten Krieges begann er die alte Heimat seiner Familie zu bereisen und seine Erlebnisse literarisch zu verarbeiten. Jetzt widmet er sich dem Schreiben und dem Computieren. Er lebt in der Nähe von München.

## Werke
- Rückkehr nach Kanderzino: Zu Besuch in einer schlesischen Heimatstadt. Norderstedt 2005, ISBN 978-3-8334-1778-8.
- Lenin in Jaroslawl. Utz, München 2007, ISBN 978-3-8316-1292-5.
- Frustriert in Arkadien. E-Book, 2013.
- Vollwert 21. E-Book, 2013.